# Front du Nord (Union soviétique)

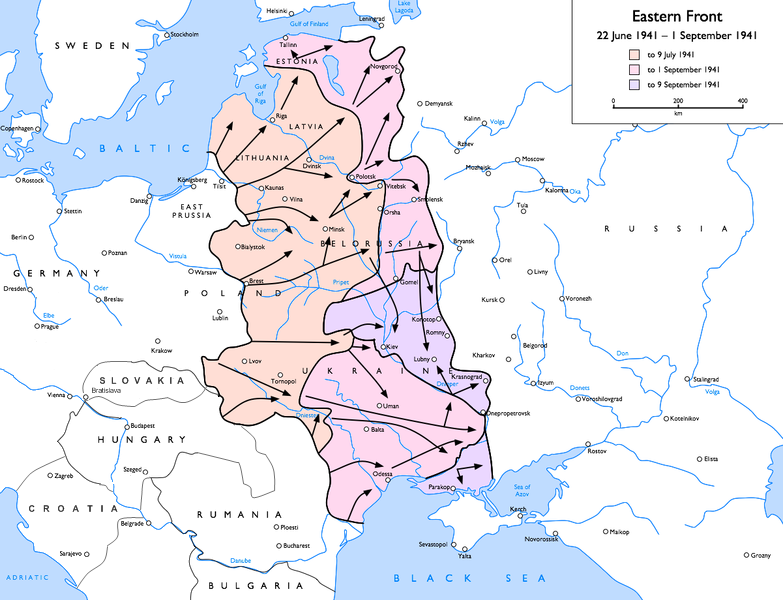
Le front de l'Est durant l'opération Barbarossa en 1941.

Le front du Nord (en russe : Северный фронт) est une unité militaire de l'Armée impériale russe puis de l'Armée rouge, un « front » soviétique correspondant à un groupe d'armées dans les autres forces armées.
Plusieurs fronts du Nord ont existé successivement. Le premier est créé par l'Armée russe pendant la Première Guerre mondiale et a existé d'août 1915 jusqu'à 1918 ; le deuxième « front du Nord » (du 15 septembre 1918 au 19 février 1919) fait partie de l'Armée rouge, pour affronter le « front du Nord » des armées blanches dépendant de l'oblast du Nord autour d'Arkhangelsk pendant la guerre civile russe.
Le troisième fut créé le 24 juin 1941 en Union soviétique, par transformation du district militaire de Léningrad, qui couvrait les rives méridionales du golfe de Finlande (y compris la péninsule de Hanko sur la rive nord), l'isthme de Carélie, la péninsule de Kola et tout le littoral de l'océan Arctique jusqu'à la Nouvelle-Zemble. Le front disparaît dès le 23 août 1941, donnant naissance d'une part au front de Carélie (du lac Ladoga jusqu'à Mourmansk) et d'autre part au front de Léningrad (dans l'isthme de Carélie).

## Unités subordonnées

Structure du front du Nord, le 22 juin 1941.

Les unités du district de Léningrad, puis du front du Nord, font face à la frontière entre la Finlande et la Russie :
- la 14e armée (composée du 42e corps de fusiliers, des 14e et 52e divisions de fusiliers et de la 1re division blindée) du lieutenant-général V. A. Frolov couvre la péninsule de Kola en s'appuyant sur le 23e secteur fortifié (Mourmansk) en construction face à Petsamo ;
- la 7e armée (forte des 54e, 71e, 168e et 237e divisions de fusiliers) du lieutenant-général F. D. Gorelenko a la charge du sud de la Carélie, au nord du lac Ladoga, sa gauche renforcée par le 26e secteur fortifié (Sortvalyskii) ;
- la 23e armée (les 19e et 50e corps de fusiliers, ainsi que le 10e corps mécanisé) du lieutenant-général P. S. Pshennikov défend l'isthme de Carélie le long d'un tronçon de la ligne Molotov formé par les 27e (Keksgolymskii) et 28e (Vyborg) secteurs fortifiés ;
- la 8e brigade de fusiliers est isolée dans la péninsule de Hanko ;
- la défense aérienne est confiée au 2e corps du PVO ;
- enfin le front dispose en réserve du 1er corps mécanisé entre Luga et Pskov, ainsi que de deux divisions de fusiliers, la 191e autour de Kingissepp et la 177e à Boksitogorsk[2],[3].

## Commandant
De juin à août 1941, le front a eu un seul commandant, le lieutenant-général Markian Popov, qui commandait auparavant le district militaire de Léningrad.